# Караско
Караско (італ. Carasco, ліг. Carasco) — муніципалітет в Італії, у регіоні Лігурія,  метрополійне місто Генуя.
Караско розташоване на відстані близько 380 км на північний захід від Рима, 34 км на схід від Генуї.
Населення — 3736 осіб (2014).

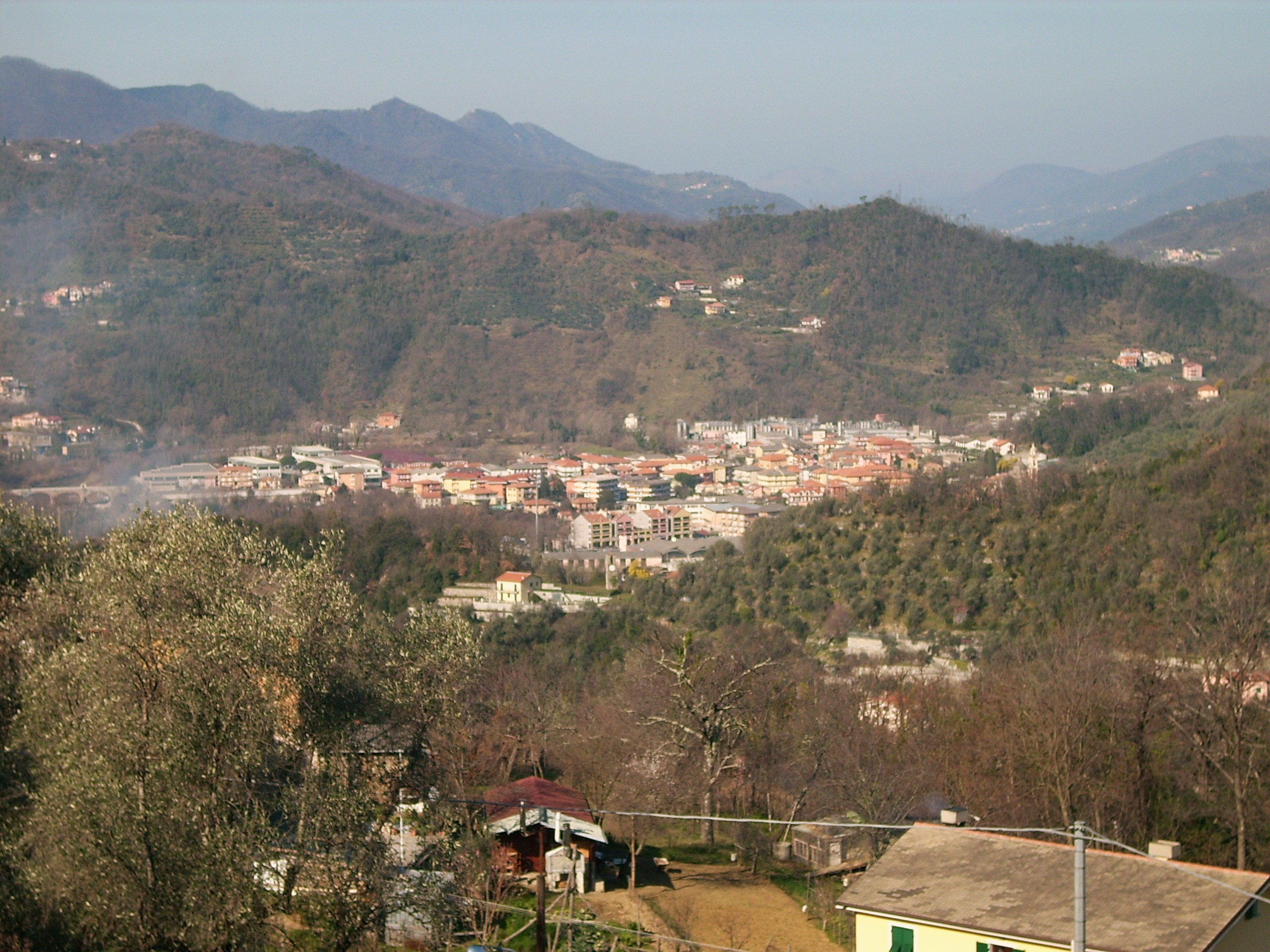

Щорічний фестиваль відбувається третьої неділі червня. Покровитель — Madonna delle Ciliegie.

## Демографія
Населення за роками:

Станом на 1 січня 2023 року в муніципалітеті офіційно проживало 318 іноземців з 36 країн, серед них 65 громадян країн Євросоюзу та 9 громадян України.

## Сусідні муніципалітети
- К'яварі
- Когорно
- Леїві
- Меццанего
- Не
- Сан-Коломбано-Чертенолі